# Bentley 3½ Litre
La 3½ Litre è una autovettura costruita dalla Bentley dal 1933 al 1937, ed è stata commercializzata nel settembre del 1933. Fu lanciata poco dopo la morte di Henry Royce, e fu la prima vettura venduta dopo l'acquisizione della Bentley da parte della Rolls-Royce nel 1931. Le autovetture di questo periodo sono conosciute come “Derby Bentley”, poiché i modelli furono costruiti negli stabilimenti di Derby della Rolls-Royce.
La Rolls-Royce studiava da anni una mini Rolls, la Peregrine era solo uno dei tanti prototipi, tuttavia i costi di industrializzazione per un piccolo modello, considerando gli standard qualitativi dell'azienda, erano pressoché simili a quelli della 20/25, motivo per cui l'idea fu accantonata.
Comprata la Bentley, i 6 telai Peregrine, furono rispolverati ed utilizzati per far nascere la 3 1/2.
Il disegno del telaio era un 120" di passo molto simile a quello della Peregrine, i nuovi telai erano chiamati Bensport.
I motori originari di 2,5 litri sovralimentati, con albero a camme in testa e testa su disegno del prototipo Goshawk 1, nati per poter correre nella classe 3 litri, furono abbandonati in virtù di razionalismi costruttivi.
Fu così che la 3 1/2 nacque inserendo un motore Japan1 sul telaio Bensport.
Il motore Japan 1 era un motore 20-25 sperimentato qualche tempo prima, il motore differiva dal China1 (motore 20-25) per una differente testa Crossflow, più alto rapporto di compressione, profilo dell'albero a camme spinto, distribuzione su rulli e doppio carburatore SU. Il motore dava oltre 120 hp a 4500rpm contro i circa 80 a 3200rpm della 20-25.
La prima vettura Con motore Japan1 e telaio Bensport fu la 1-B-III, tale vettura fu messa in strada con un cambio 20-25 (il nuovo non era ancora pronto) il 17 gennaio del 1933.
Dopo poche settimane in uno dei tanti test di velocità, con un cut-off simile a quello delle silver ghost, fece registrare 91.84MPH.
Più tardi, nel febbraio del 1933, lo stesso modello di ritorno da un test sulle alpi svizzere, con alla Guida W.O.Bentley (che era diventato consulente Rolls-Royce), sul tracciato di Montlhery fece registrare una velocità di 96 mph, senza cut-off!
Il fondatore della casa automobilistica britannica, Walter Owen Bentley, disse che “acquisterebbe questa Bentley piuttosto che qualunque altro modello prodotto con tale marchio”. Il responsabile Rolls-Royce del progetto, Ernest Hives, sottolineò un promemoria allo staff della casa automobilistica sul modus operandi dell'azienda: “la nostra raccomandazione è di dover costruire l'auto bene come sappiamo fare e quindi di impegnarsi di conseguenza”. 
All'epoca una Ford 8 costava 100 sterline mentre una Bentley 3½ costava 1500 sterline, e quindi era destinata a clienti facoltosi. Nonostante non sia stata una vettura prestazioni eccezionali, il suo stile e la sua grazia la resero adatta all'alta società del periodo tra i due conflitti mondiali e fu soprannominata "silent sports car" (ovvero "macchina sportiva silenziosa").

## Caratteristiche tecniche

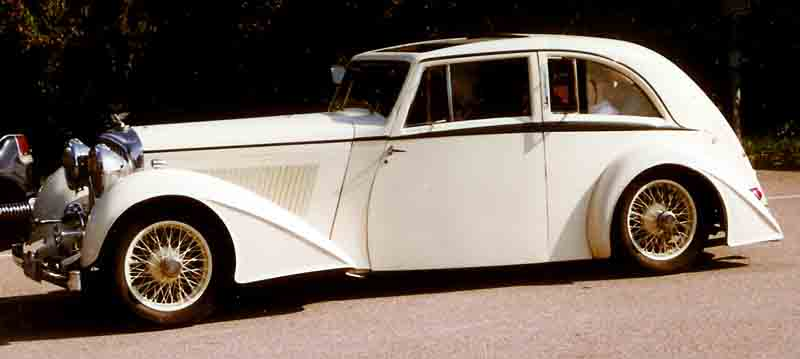
Bentley 3½ Litre Airline berlina del 1934

Basata sul progetto sperimentale Rolls-Royce "Peregrine", che aveva un motore sovralimentato di 2¾ L di cilindrata, la 3½ Litre fu dotata del motore della Rolls-Royce 20/25 a sei cilindri in linea. Le variazioni rispetto al motore di quest'ultimo modello erano una più alto rapporto di compressione, una profilatura più spinta dell'asse a camme, due carburatori montati su una testata cross-flow. La potenza erogata era di 110 bhp che permetteva alla vettura di raggiungere i 145 km/h. Aveva una cilindrata di 3669 cm³ con un alesaggio di 82,5 mm ed una corsa di 114,3  mm.
La trasmissione era manuale, e montava un cambio a 4 rapporti e sincronizzato sulla terza e quarta marcia. Montava sospensioni a balestra sulle quattro ruote.
Aveva installato il servofreno sulle quattro ruote come le omologhe vetture Rolls-Royce. Il telaio era costruito in acciaio al nichel e la struttura del telaio era fatta in modo da consentire ai due assi un guadagno di spazio in altezza, così da permettere un ribassamento del baricentro del corpo vettura. La vettura era dunque relativamente leggera (1140 kg), in configurazione guidabile, pronta per essere inviato al carrozziere preferito del cliente. All'epoca infatti la Bentley forniva solo il telaio e le parti meccaniche; la carrozzeria era a carico dell'acquirente, che spesso la faceva installare dai propri carrozzieri. I carrozzieri maggiormente chiamati a completare la vettura furono Park Ward, Barker, Freestone & Webb, Gurney Nutting, Hooper, Mann Egerton, Mulliner, Rippon, Thrupp & Maberly, James Young, Vanden Plas e Windovers in Inghilterra; Figoni, Kellner, Saoutchik e Vanvooren in Francia.